# Miguel Garcia (futbolista)
Miguel Ângelo Moita Garcia (nacido el 4 de febrero de 1983 en Moura) es un futbolista portugués que juega como defensor derecho en el Sporting Clube de Goa.

## Selección nacional
Ha sido internacional con la Selección de fútbol de Portugal Sub-21.

## Clubes
| Club                  | País     | Año       |
| --------------------- | -------- | --------- |
| Sporting Lisboa       | Portugal | 2002-2007 |
| Reggina Calcio        | Italia   | 2007-2008 |
| SC Olhanense          | Portugal | 2009      |
| SC Braga              | Portugal | 2010-2011 |
| Orduspor              | Turquía  | 2011-2013 |
| RCD Mallorca          | España   | 2013      |
| Northeast United      | India    | 2014      |
| Sporting Clube de Goa | India    | 2013-     |